# ハインリヒ・フォン・フィーティングホフ
ハインリヒ・ゴットフリート・オットー・リヒャルト・フォン・フィーティングホフ・ゲナント・フォン・シェール（ドイツ語: Heinrich Gottfried Otto Richard von Vietinghoff, genannt von Scheel, 1887年12月6日−1952年2月23日）は、ドイツの陸軍軍人。最終階級はドイツ国防軍上級大将。

## 経歴
ヴェストファーレン貴族の家系にマインツで生まれる。父親はプロイセン王国軍砲兵中将ハインリヒ・オットー・コンラート・フォン・フィーティングホフである。第一次世界大戦中の1915年に歩兵大尉に昇進。1917年に参謀本部付となる。戦後の1920年1月に、ベルリンで大佐の娘で工場主の未亡人と結婚した。1926年に少佐、1933年に大佐に昇進。さらに1936年に装甲兵少将、1938年に中将に昇進した。
第二次世界大戦が始まると第5装甲師団指揮官としてポーランド侵攻に従軍。1942年9月に第9軍司令官代行を務める。1943年に上級大将に昇進し、8月からイタリア戦線にある第10軍司令官に就任した。1944年10月から1945年1月まで、負傷した南西方面軍司令官アルベルト・ケッセルリングに代わって指揮を執った。その後クールラント軍集団司令官に転じ、1945年3月からイタリア戦線のC軍集団司令官に任命された。1945年4月末、自身の代理役のフォン・シュヴァイニッツとイタリア親衛隊最高指導者の代理が連合軍と交渉し、4月29日にカゼルタで5月2日正午を以て指揮下の部隊を降伏させることに合意した。イギリス軍の捕虜となり、その後2年半の捕虜生活を送った。
戦後はドイツの再軍備問題に携わった。1950年10月には西ドイツ首相コンラート・アデナウアーの諮問を受け、西ドイツの欧州防衛に対する貢献についてのヒンメロート覚書作成の一人になっている。しかし間もなくバイエルン州プフロンテンで死去した。

## 栄典
- 1914年版鉄十字章
  - 二級 - 1914年9月13日受章
  - 一級 - 1915年4月23日受章
- 剣付ホーエンツォレルン家勲章騎士十字章 - 1918年4月18日受章
- 1918年版戦傷章黒章
- 鉄十字章略章
  - 二級 - 1939年9月21日受章
  - 一級 - 1939年9月28日受章
- 1941年/1942年東部戦線冬季戦記章
- 前線戦士名誉十字章
- 国防軍勤続章 (一等〜四等、勤続25年)
- 戦車突撃章銀章
- ドイツ十字章金章 - 第46装甲軍団司令官、装甲兵大将として1942年4月22日受章
- 柏葉付騎士鉄十字章
  - 騎士鉄十字章 - 第13軍団司令官、装甲兵大将として1940年6月24日受章
  - 柏葉章 - 第10軍司令官、上級大将として1944年4月16日受章

### 各国栄典
- ザクセン王国 剣付アルベルト勲章一等騎士十字章（英語版）
- メクレンブルク＝シュヴェリーン大公国 二等軍功章（英語版）
- ザクセン＝マイニンゲン公国 戦争功績十字章（英語版）
- 自由ハンザ都市リューベック ハンザ十字章（英語版）
- オーストリア＝ハンガリー帝国
  - 戦争章付三等鉄王冠勲章（英語版）
  - 戦争章付三等軍功章（英語版）
- オスマン帝国 オスマン戦争章（英語版）
- ブルガリア王国 軍功勲章将校十字章（英語版）